# Joseph Johann Jacob von Lincker und Lützenwick

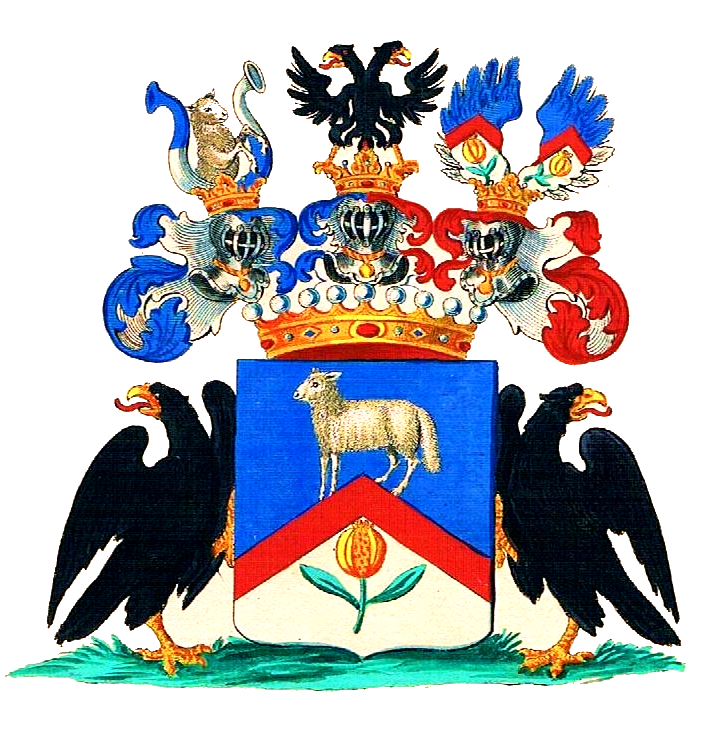
Wappen der Grafen von Linker

Joseph Johann Jacob Freiherr von Lincker und Lützenwick (* 25. Mai 1747; † 13. Juni 1807) war ein sachsen-weimarischer Kammerrat, Gutsherr auf Burg Denstedt und forstkundlicher Schriftsteller.

## Biographie
Johann Jacob war der älteste Sohn von Johann Daniel Christoph von Lincker und Lützenwick (* 29. April 1708, † 28. März 1771). Er war verehelicht mit der „ausgezeichnet schönen“ Tochter des Weimarer Majors Heinrich von Bünau. Der Ehe entstammten vier Söhne:
- Johann Friedrich Carl Albert (* 18. Oktober 1773, † 26. Dezember 1844). Carl war verheiratet mit Eleonore Christiane Caroline geb. von Schönberg, einer engen Freundin der Schriftstellerin Charlotte von Ahlefeld geb. von Seebach. Das Ehepaar hatte eine Tochter:
  - Mathilde Agnes Gabriele (* 31. Juli 1801, † 5. September 1830[6]). Mathilde heiratete am 4. Mai 1823[7] den Weimarer Kammerherrn[8] Wilhelm von Wegner († Juni 1853[9]) aus Mietau.
- Friedrich (* 1775, † 1819) wurde Preußischer Forstmeister und heiratete 1805[10] ein Fräulein von Hagen († 1832). Friedrich war ein Jugendfreund der Charlotte von Ahlefeld.
- Johann August Ludwig (* 30. Januar 1777, † 3. November 1856[11]) wurde Generalmajor[12] und Kammerherr in Weimar.[13]
- Wilhelm (* 1802) heiratete 1839 Natalie Arens auf Rowienica bei Schwetz im Regierungsbezirk Marienwerder.

Lincker war ab April 1788 Kammerrat in Weimar; 1802 wurde er Geheimer Kammerrat. Er starb 1807 als Mitglied des Präsidiums der Gesamtkammer.
Johann Jacob von Lincker war 1798 Begründer und Herausgeber der Zeitschrift Der besorgte Forstmann, die im Landes-Industrie-Comptoir von Friedrich Justin Bertuch verlegt wurde. Dabei ging es um Schädlingsbefall von Wäldern und dessen Bekämpfung. Allerdings kam diese Unternehmung nicht über einen Jahrgang hinaus, da sie außerhalb des kleinen Kreises von Forstfachleuten keine Resonanz erfuhr und damit für den Verleger untragbar war. Zuvor veröffentlichte er bereits „Grundregeln aus der neuern Feldbaukunst“.
Lincker hatte persönlichen Kontakt mit Goethe; so nahm Goethe z. B. von einer Expedition gegen die Raupen Notiz, von der Lincker 1798 zurückgekehrt war. Er nahm auch an den Veranstaltungen des Liebhabertheaters teil. Zum Einzug der Erbprinzessin Maria Pawlowna in Weimar steuerte er eine Übersetzung von Amor und Psyche bei.

## Werke
- Einige wichtige Grundregeln aus der neuern Feldbaukunst. Carl Ludolph Hoffmann, Weimar 1795. Digitalisat.
- Der besorgte Forstmann. Eine Zeitschrift über Verderbniß der Wälder durch Thiere, und vorzüglich Insecten überhaupt, besonders aber durch die jetzt in Teutschland herrschenden Kiefer- Fichten- Tannen- und Birken-Raupen. Gesammelt und herausgegeben durch Joh. Jac. Freyh. von Linker. Landes-Industrie-Comptoir, Weimar 1798. Digitalisat.
- Die epische Fabel der Psyche, nach dem Apulejus metrisch übersetzt, und Ihro Kaiserlichen Hoheit der Frau Großfürstinn Maria von Rußland, vermählte Erbprinzessinn zu Sachsen-Weimar und Eisenach zugeeignet von Joh. Jac. Freih. von Lincker. Mauke, Jena 1805.[20]